# ناحیه پیکفورد، میشیگان
ناحیه پیکفورد (به انگلیسی: Pickford Township) یک منطقهٔ مسکونی در ایالات متحده آمریکا است که در شهرستان چیپوا، میشیگان واقع شده‌است.
 ناحیه پیکفورد ۳۰۹٫۵ کیلومتر مربع مساحت و ۱٬۵۹۵ نفر جمعیت دارد و ۱۹۱ متر بالاتر از سطح دریا واقع شده‌است.